# Arroyo Almucera
El arroyo de la Almucera es un curso de agua del noroeste de la península ibérica, afluente del río Tera. Discurre por la provincia española de Zamora.

## Descripción
Discurre por la provincia de Zamora. Nace cerca de Congosta y fluye en dirección sureste hasta desembocar en la margen izquierda del río Tera cerca de Mózar. Aparece descrito en el segundo volumen del Diccionario geográfico-estadístico-histórico de España y sus posesiones de Ultramar de Pascual Madoz de la siguiente manera:

ALMUCERA (Almucara, Almocera): riach. en la prov. de Zamora, part. jud. de Benavente, de curso interrumpido en el verano, pero caudaloso en el invierno. Tiene orígen en Congosta y confluencia de varios manantiales del prado y desp. de Huerga (Villaverde), y de las aguas que se desprenden de los montes y térm. de dicho Congosta, Ayoó, Carracedo y San Pedro de Viña, desde donde se dirige SE. por la ant. Meridad de Vidriales, bañando los terr. de Rosinos, Villaobispo y Bercianos, que deja á la izq., al mismo tiempo que, por la der. fecundiza los campos de Tardemezar y Grijalba, antes de llegar al puente de piedra y l. de Granucillo: desde este pueblo sigue entre Moratones y Cuquilla á pasar por el S. de Quintanilla de Urz, recorre por O. los térm. de  Quiruelas y Vecilla de Trasmonte, tocando en el de Colinas, y se une al Tera, quien le recibe por la márg. izq. antes de su paso por Mozar. En las 5 leg. que recorre encuentra algunos puentes, ademas del de Granucillo, pero son de mala construccion y poca consistencia; fertiliza con sus aguas muchos valles y prados de dichos pueblos, y proporciona buenas truchas, anguilas y tencas.
(Madoz, 1846, p. 175)

Las aguas del río, perteneciente a la cuenca hidrográfica del Duero, terminan vertidas en el océano Atlántico.